# Erdélyi Gábor (hangmérnök, 1937)
Dr. Erdélyi Gábor (Budapest, 1937. december 23. –) Balázs Béla-díjas magyar hangmérnök, egyetemi oktató.

## Életpályája
1961-2002 között a MAFILM hangmérnöke volt, ahol már egyetemistaként 1957-től dolgozott. 1982 óta tanított a Színház- és Filmművészeti Főiskolán adjunktusként, majd osztályvezető tanárként. 
1980-ban műszaki doktorátust szerzett. 1992-ben saját vállalkozást indított „R.D.I Kulturális Kft.” néven, amelyet felesége vezet. Különböző rendezvények, intézmények hangosítását is tervezte, üzemeltette.
Fia, ifj. Erdélyi Gábor szintén hangmérnök.

## Fontosabb hangmérnöki munkái
- Eszter hagyatéka (2008)
- Rokonok (2006)
- Retúr (1997)
- A vörös grófnő (1985)
- Daliás idők (1984)
- Bors (1972)
- A hamis Izabella (1968)
- Fiúk a térről (1968)
- A tizedes meg a többiek (1965)

## Díjai és kitüntetései
- Balázs Béla-díj (1994)